# Yolande Plancke
Pour les articles homonymes, voir Plancke.
Yolande Plancke (épouse Ruc) est une athlète et sprinteuse française. Elle a participé aux Jeux olympiques d'été de 1928.

## Biographie
Yolande Gabrielle Hermance Plancke est née à Comines le 22 juillet 1908. Ses parents Armand Plancke, employé de commerce et Julie Delporte, sont venus à Paris. En 1929, toute la famille habite 14 rue des Goncourt. Elle a une sœur cadette, la nageuse Isabelle Plancke, première française à obtenir le brevet de maître-nageur. 
Yolande Plancke est infirmière en parallèle de sa carrière sportive. Elle se marie le 1er août 1929 avec Albert Jean Ruc (sportif du RCF),.

## Carrière
Yolande Plancke est une sprinteuse, affiliée aux clubs Fémina Sport, Clodo puis aux Cadettes de Gascogne.
Elle participe aux Jeux athlétiques féminins de Stockholm en 1926. Elle dispute les épreuves du 60 mètres, 250 mètres et le relais féminin, qui décroche la médaille d'argent derrière les anglaises. 
Elle fait également partie de l'équipe française d'athlétisme qui affronte régulièrement la Belgique ou l'Italie lors de rencontres internationales.
Lors des championnats de Paris 1928, elle termine 2e du 100 mètres, gagne le 200 mètres ; le relais 4 × 100 mètres du Clodo auquel elle participe prend la 2e place.
Elle est sélectionnée pour les Jeux olympiques d'été qui se tiennent à Amsterdam en 1928. Engagée au départ du 100 mètres, elle ne passe pas les séries. Le relais 4x100, composé de Georgette Gagneux, Marguerite Radideau et Lucienne Velu, finit 4e de la finale.
Sportive, elle nage et joue occasionnellement au water-polo dans l'équipe des Mouettes de Paris, avec sa sœur Isabelle.